# Coteaux-du-pont-du-gard
Le coteaux-du-pont-du-gard, appelé vin de pays des coteaux-du-pont-du-gard jusqu'en 2011, est un vin français d'indication géographique protégée (le nouveau nom des vins de pays). Cette production de vin était labellisée vin de pays par décret de l'INAO depuis le 13 septembre 1968.

## Histoire
Cette région recèle une richesse patrimoniale exceptionnelle avec bien sûr le Pont du Gard, classé au patrimoine mondial de l’humanité, mais aussi Nîmes la Romaine, le duché d'Uzès, Beaucaire ville d'eau, d'art et d'histoire et Sommières ville de marché depuis le Moyen Âge. 
Le culte de Bacchus, dieu du vin, fut à l'honneur dès la colonisation romaine, comme l'atteste la présence de bas-reliefs à la gloire de Bacchus Hortanès (des jardins), assimilé à Priape, le dieu phallique : « En France, plusieurs monumens antiques de ce culte existent encore... Les bas-reliefs du pont du Gard et de l'amphithéâtre de Nîmes, offrent des variétés singulières dans les formes du Phallus : on en voit de simples, de doubles avec une attache, et de triples, dont les trois branches sont béquetées par des oiseaux , et munies d'ailes, de pattes d'animaux et de sonnettes. ». 

À la gloire de Bacchus, bas-reliefs ithyphalliques des arènes de Nîmes et du Pont-du-Gard
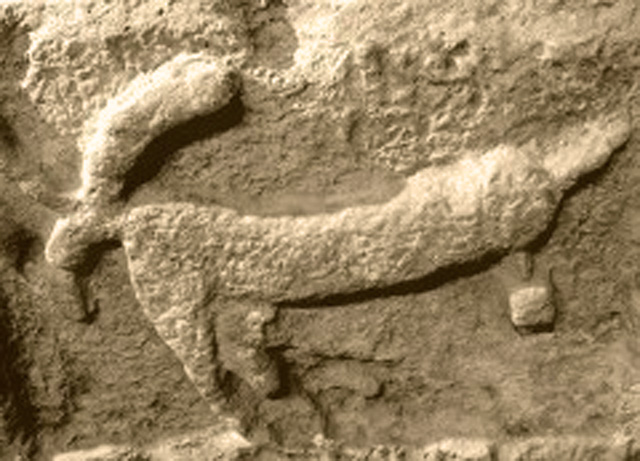
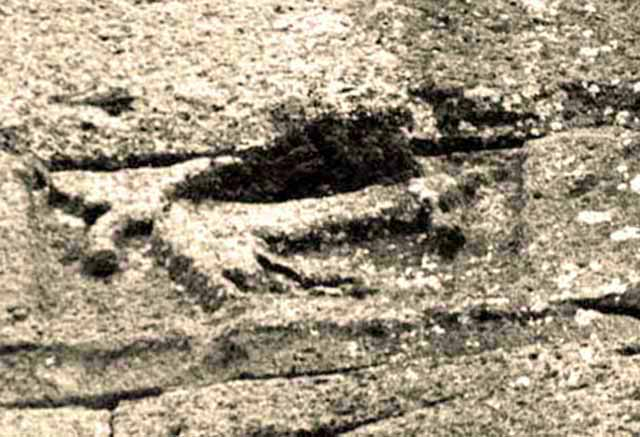

Un texte de Frédéric Mistral, La Lebre dou Pont dou Gard, daté de 1876, relate une légende  qui transforme le bas-relief ithyphallique du Pont-du-Gard en un lièvre. Pour le bon peuple, un ouvrage aussi extraordinaire ne pouvait être œuvre humaine mais uniquement le fait du Diable. D'où la énième mouture d'un pont du diable expliquant que le Malin aurait reçu pour salaire un lièvre à la place d'une âme. Furieux, il l'aurait projeté sur une pile du pont transformant, pour les chrétiens, la représentation du symbole bachique en un innocent lépéridé.

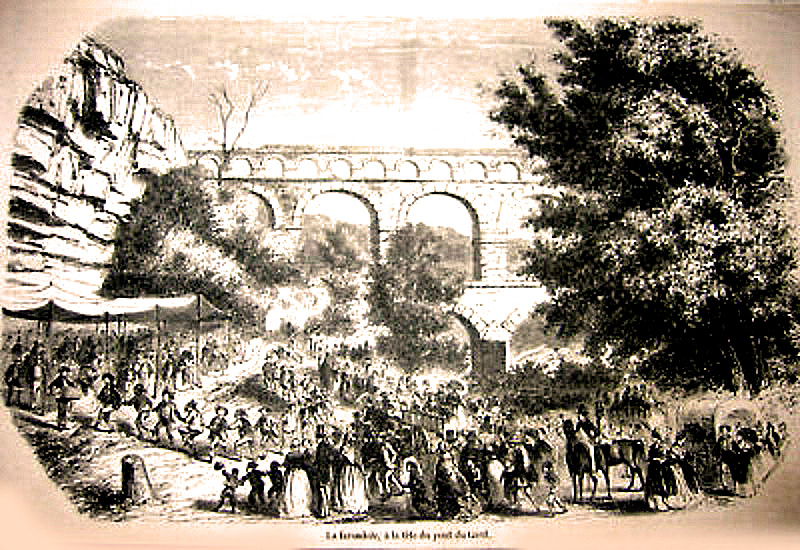
La farandole à la fête du Pont-du-Gard en 1854

Cette mystification permettait aux locaux de continuer à exprimer régulièrement leur joie face à ce monument en se réunissant lors d'agapes concluent par une farandole. La postérité nous a légué une gravure de ces festivités, qui se sont déroulées en 1854. Cette danse provençale était primitivement exécutée en cercle autour d'un feu puis se finissait en spirale pour appeler au retour du soleil. Le cercle, à l'identique de Bacchus/Dionysos, symbolisait le cours de la vie et synthétisait toutes les oppositions : le début et la fin, la naissance et la mort, l'origine et l'éternité,. 
Le coteaux-du-pont-du-gard possède le label européen IGP (indication géographique protégée). Le statut IGP remplace désormais le label Vin de Pays, depuis le 31 décembre 2011.

## Géographie

### Orographie et géologie
Compte tenu de son importance, cette zone comporte une grande diversité de terroirs. La vigne a colonisé tous les versants de collines. D'une façon schématique, celles-ci sont composées d'affleurements calcaire (urgonien) du sud de Collias au nord d'Argilliers, le reste étant composé d'affleurement de grès (miocène). 

### Climat
Le climat, sec et ensoleillé, est dominé par le mistral dont les rafales peuvent dépasser les 100 kilomètres par heure et qui souffle une centaine de jours par an en moyenne dans la vallée du Rhône. Ce vent froid tend à relativiser les hivers doux. Les moyennes mensuelles varient entre 6,9 °C pour janvier qui est le mois le plus froid et 24,9 °C pour juillet qui est le mois le plus chaud.
L'influence méditerranéenne limite les précipitations et donne un été chaud ainsi qu'une aridité très marquée de la période estivale. Au contraire, l'automne est généralement la saison des perturbations orageuses méditerranéennes pouvant déverser des quantités d'eau remarquables en quelques heures. Sa position topographique, au creux des collines de garrigues, retient parfois de fortes chaleurs. Cette situation explique les importantes chaleurs estivales et les fréquentes inondations. 
La neige au sol reste un phénomène relativement marginal, apportant en général moins de 10 cm. Il n'est d'ailleurs pas rare de voir se succéder plusieurs hivers de suite sans sa présence. La dernière chute d'importance s'est produite de manière assez tardive au cours de l'épisode « orageo-neigeux » du 8 mars 2010 avec pas moins de 23 cm relevés à la station météo de Nîmes-Courbessac et plus de 30–40 cm sur les hauteurs des garrigues avec des congères, par endroits, supérieures à 2 mètres.
| Mois                              | jan.  | fév.  | mars  | avril | mai  | juin | jui.  | août  | sep. | oct.  | nov.  | déc. | année   |
| --------------------------------- | ----- | ----- | ----- | ----- | ---- | ---- | ----- | ----- | ---- | ----- | ----- | ---- | ------- |
| Température minimale moyenne (°C) | 2,7   | 3,2   | 5,8   | 8,3   | 12,1 | 15,8 | 18,7  | 18,4  | 14,9 | 11,5  | 6,5   | 3,6  | 10,2    |
| Température moyenne (°C)          | 6,9   | 7,8   | 10,9  | 13,5  | 17,6 | 21,7 | 24,9  | 24,5  | 20,3 | 16    | 10,5  | 7,5  | 15,2    |
| Température maximale moyenne (°C) | 11    | 12,4  | 16    | 18,6  | 23   | 27,5 | 31    | 30,5  | 25,7 | 20,4  | 14,5  | 11,3 | 20,2    |
| Record de froid (°C)              | −12,2 | −14   | −6,8  | −2    | 1,1  | 5,4  | 10    | 9,2   | 5,4  | −1    | −4,8  | −9,7 | −14     |
| Record de chaleur (°C)            | 21,3  | 23,8  | 27,3  | 30,7  | 34,7 | 39,1 | 38,8  | 41,6  | 35,4 | 31,9  | 26,1  | 20,6 | 41,6    |
| Ensoleillement (h)                | 141,6 | 166,3 | 222,2 | 229,8 | 262  | 311  | 341,1 | 301,6 | 239  | 166,6 | 147,9 | 134  | 2 662,9 |
| Précipitations (mm)               | 64,7  | 47,3  | 40,4  | 65,1  | 58,5 | 40,9 | 28,2  | 53,3  | 96,4 | 119,2 | 83,1  | 65,8 | 762,9   |

## Vignoble
Le Languedoc et le Rhône méridional se partagent cette IGP puisque son vignoble s'étend des bords de la Méditerranée aux confins de l'Ardèche, de la Petite Camargue jusqu'à Pont-Saint-Esprit, en jouxtant les rives du Rhône. 

### Présentation

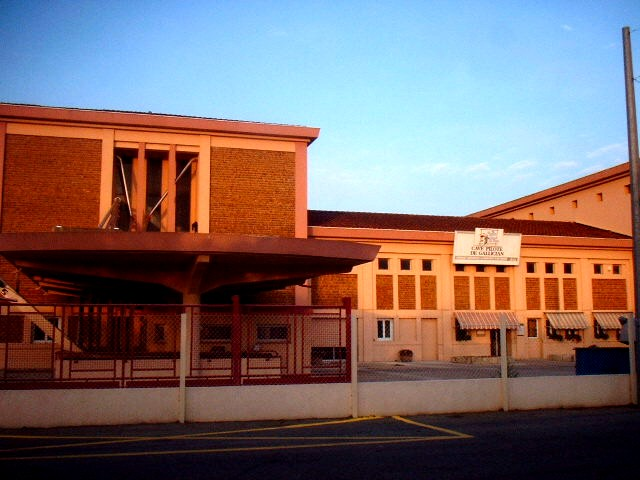
Cave vinicole pilote de Gallician à Vauvert

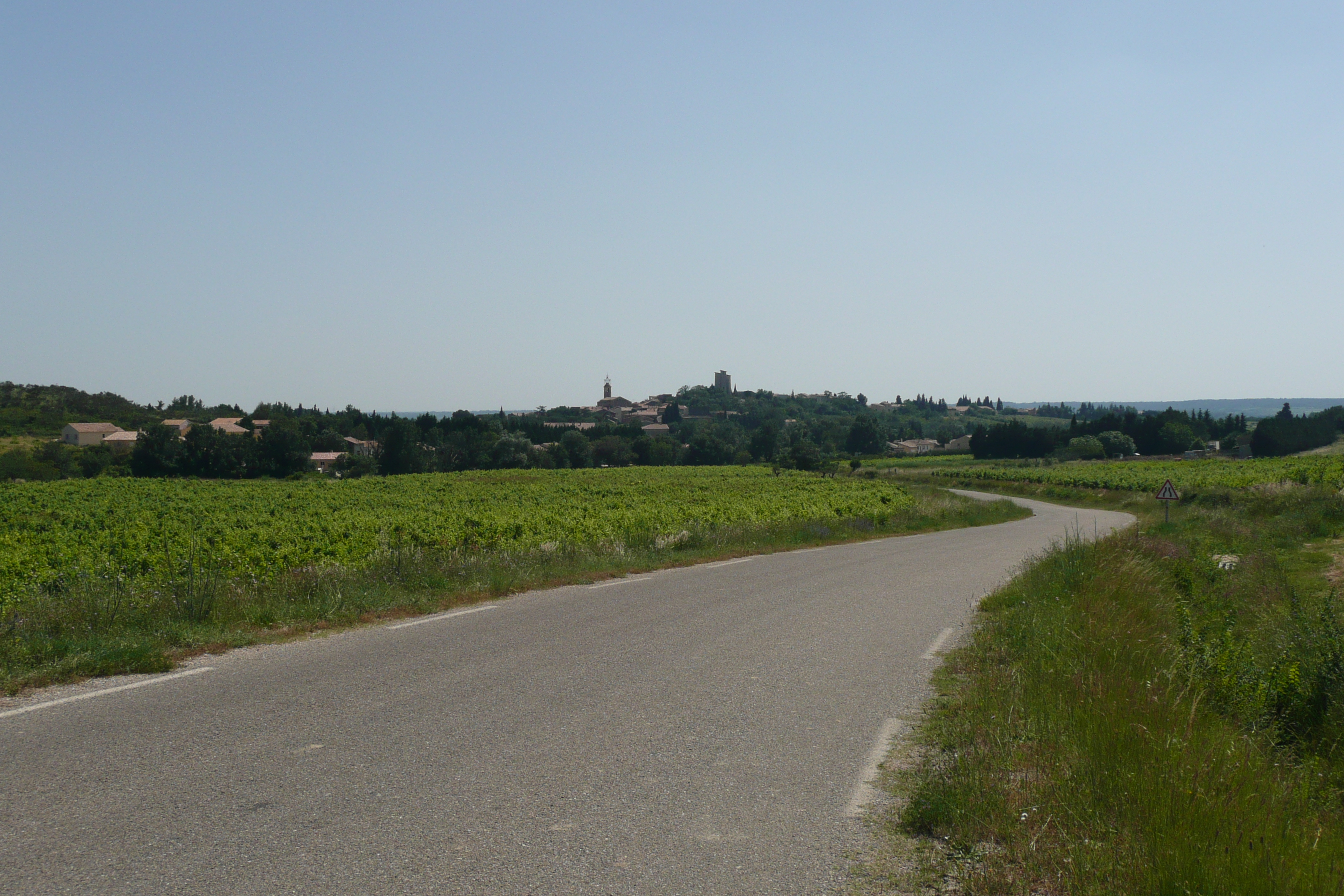
Vignoble près de Fournès

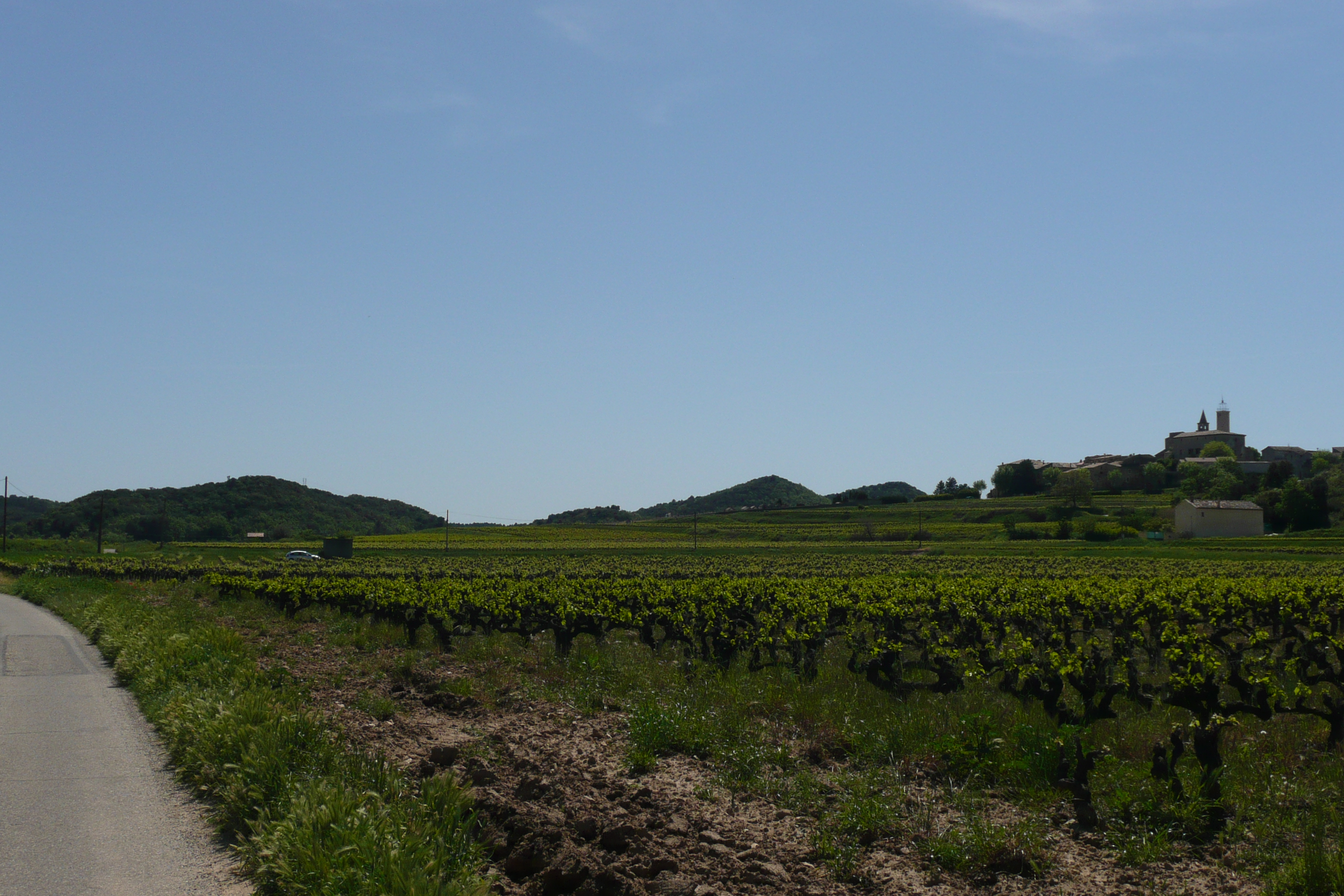
Vignoble près de Saint-Alexandre

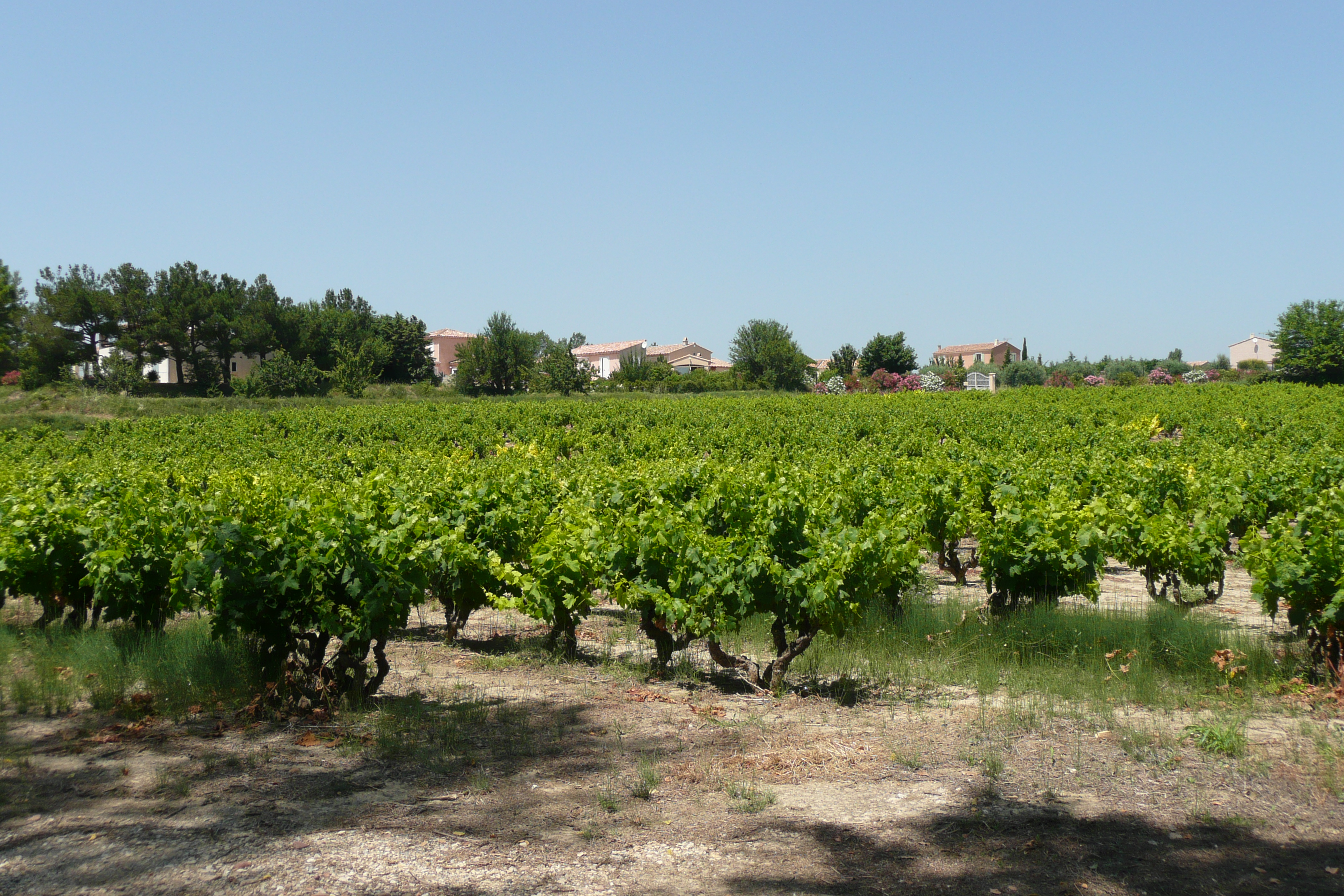
Vignes à Domazan

Le label concerne les communes suivantes : Aigues-Vives, Aimargues, Aramon, Argilliers, Aubais, Aubord, Aujargues, Bagnols-sur-Cèze, Beaucaire, Beauvoisin, Bellegarde, Belvezet, Bernis, Bezouce, Boissières, Bouillargues, Cabrières, Caissargues, Calvisson, Carsan, Castillon-du-Gard, Caveirac, Chusclan, Clarensac, Codognan, Codolet, Collias, Comps, Congénies, Connaux, Cornillon, Domazan, Estézargues, Flaux, Fournès, Fourques, Gallargues-le-Montueux, Garons, Générac, Jonquières-Saint-Vincent, Junas, La Roque-sur-Cèze, Langlade, Laudun, Le Cailar, Lédenon, Les Angles, Lirac, Manduel, Marguerittes, Meynes, Milhaud, Montaren-et-Saint-Médiers, Montfaucon, Montfrin, Mus, Nages-et-Solorgues, Nîmes, Orsan, Parignargues, Pont-Saint-Esprit, Poulx, Pouzilhac, Pujaut, Redessan, Remoulins, Rochefort-du-Gard, Rodilhan, Roquemaure, Sabran, Saint-Alexandre, Saint-André-d'Olérargues, Saint-Bonnet-du-Gard, Saint-Côme-et-Maruéjols, Saint-Dionizy, Saint-Étienne-des-Sorts, Saint-Geniès-de-Comolas, Saint-Gervais, Saint-Gervasy, Saint-Gilles, Saint-Hilaire-d'Ozilhan, Saint-Julien-de-Peyrolas, Saint-Laurent-d'Aigouze, Saint-Laurent-des-Arbres, Saint-Laurent-de-Carnols, Saint-Marcel-de-Careiret, Saint-Maximin (Gard), Saint-Michel-d'Euzet, Saint-Nazaire (Gard), Saint-Paul-les-Fonts, Saint-Paulet-de-Caisson, Saint-Quentin-la-Poterie, Saint-Siffret, Saint-Victor-la-Coste, Salazac, Sanilhac-Sagriès, Sauveterre, Saze, Sernhac, Sommières, Tavel, Théziers, Tresques, Uchaud, Uzès, Vallabrègues, Valliguières, Vauvert, Vénéjan, Vergèze, Vers-Pont-du-Gard, Vestric-et-Candiac et Villeneuve-lès-Avignon.

### Encépagement
Pour les rouges et les rosés sont assemblés grenache, cinsault, carignan et syrah, cabernet-sauvignon, cabernet-franc et merlot. Les blancs sont élaborés à base de chardonnay, sauvignon blanc, roussanne et marsanne.

### Types de vin
Cette IGP peut être produite sous les trois couleurs, rouge, rosé et blanc. Les rouges et les rosés sont des vins à la robe chatoyante, d'un éclat profond. Leurs arômes sont marqués par les fruits rouges mûrs. Les blancs sont des vins frais et légèrement acides.

### Vin et terroir
Il est à souligner que ces vins sont plus typés « rhône » que « languedoc ». En effet, les vignes bénéficient encore du microclimat et du terroir des côtes-du-rhône.
C'est pourquoi, le vin rouge offre une très belle robe, rouge soutenu, avec des reflets violines, avec de l’éclat et de la brillance. Quant au vin rosé, encore plus typé « rhône », il se présente avec une robe rose soutenue, très élégante, et dégage, à l'agitation, un nez de fruits rouges, très net, type purée de fraise et de framboise, avec un côté vineux très marqué. Le vin blanc est un vin tout en rondeur et en fruit, très aromatique, habillé d'une robe jaune paille aux reflets vert pâle, limpide et brillante, avec beaucoup d’éclat. 

### Vin et gastronomie

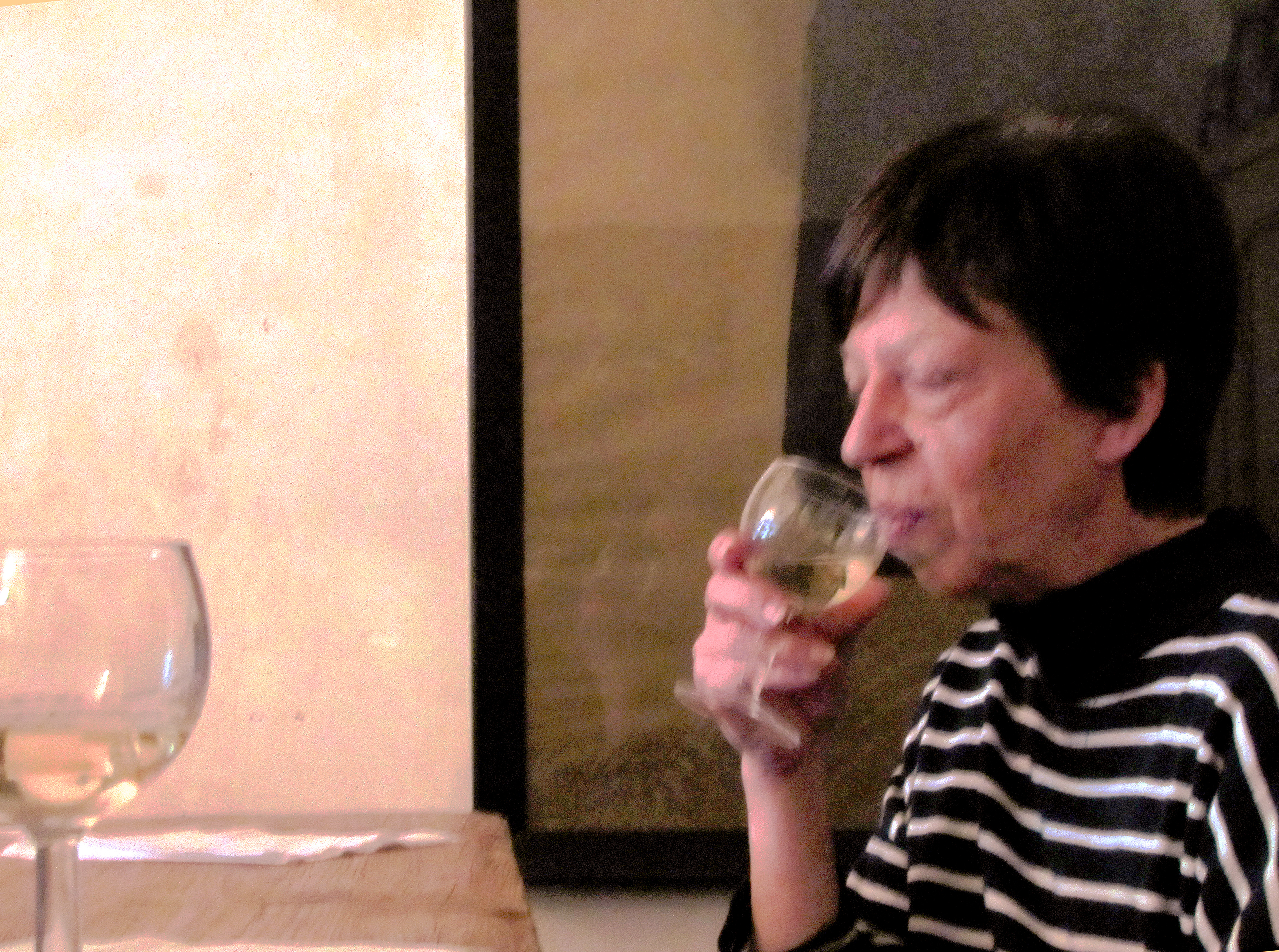
Dégustation de coteaux-du-pont-du-gard blanc au Musée de la Gourmandise de Hermalle-sous-Huy

Les dégustateurs professionnels ont noté que : « Le nez du rouge est net et intense sur des notes primaires de fruits noirs et rouges très mûrs, fraise, framboise, cassis, mûre. En bouche le rouge est un vin à l’attaque délicate, en milieu de bouche, la matière est dense mais avec beaucoup de rondeur, très enrobée, les tannins sont fins, ronds et n’assèchent pas du tout les papilles. En bouche, le rosé est un vin ample avec une très belle matière, à la croisée entre le vin rouge et le vin blanc, très belle persistance aromatique. Le nez du blanc est net et très intense, sur des notes primaires de fruits à chair blanche, et de fruits secs, abricots, et florales, violette. En bouche c’est une explosion de fruit sur une matière ronde et généreuse, jolie vivacité et belle fraîcheur. ».  
Le rouge se révèle parfait sur les grillades, les viandes blanches et les fromages. C’est un vin à boire sur le fruit, jeune, chambré, c'est-à-dire à une température de 16 °C. Il peut être carafé ce qui exhale ses arômes. Le rosé, qui est un vin d'apéritif par excellence, se marie très bien au cours d'un repas ou d'un pique-nique, avec les charcuteries ou des poissons grillés. Il doit être rafraîchi puisque sa température de service idéale est autour de 10 °C. Ce vin est à boire dans sa prime jeunesse. Le blanc, sec et très parfumé, fait un mariage parfait avec les poissons de mer ou de rivière ainsi que tous les crustacés et fruits de mer. Il est excellent à l’apéritif et doit être servir à 12 °C.

### Production et structure des exploitations
Les caves indépendantes ou coopératives permettent de déguster ces vins sur place dans 200 caveaux de ventes.